# Friedrich Schüz

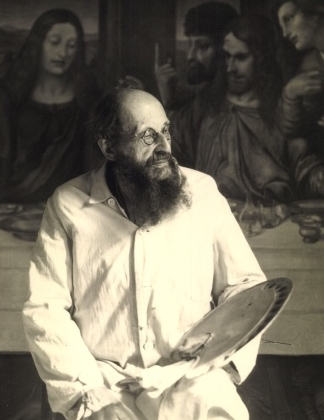
Friedrich Schüz, Foto aus den 1950er Jahren

Haigerloch

Friedrich Schüz (* 17. Juli 1874 in Düsseldorf; † 13. Oktober 1954 in Tübingen) war ein deutscher Historien-, Genre- und Landschaftsmaler sowie Radierer der Düsseldorfer Schule. Die Stadt Haigerloch ernannte ihn zum Ehrenbürger.

## Leben
Friedrich Schüz wurde als ältester von drei Söhnen des aus dem Schwarzwald stammenden Genremalers Theodor Schüz in Düsseldorf geboren. Sein Großvater, später auch sein Bruder Martin (1877–1945), waren evangelische Pfarrer von Haigerloch. Der Maler Hans Schüz war sein jüngster Bruder. Nach anfänglichem Architekturstudium an den Technischen Hochschulen in Hannover und Stuttgart studierte er von 1899 bis 1908 Malerei an der Kunstakademie Düsseldorf, wo Heinrich Lauenstein, Eugen Dücker, Peter Janssen der Ältere und Eduard von Gebhardt ihn unterrichteten. Ein enger Studienfreund war der Bildhauer Gregor von Bochmann der Jüngere.
Viele Jahre seines Lebens setzte sich Friedrich Schüz mit Leonardo da Vincis Bild Das Abendmahl auseinander. Sein Verhältnis zu diesem Werk gilt als obsessiv. Als er 1908 im Auftrag des Architekten Carl Wilhelm Schleicher nach Italien gereist war, um Renaissancegemälde zu kopieren, und der Münchner Verlag Callwey ihm die Aufgabe gestellt hatte, Raphael Morghens Stich von Leonardos Abendmahl nach dem Original in Farbe zu setzen, besichtigte er das Wandgemälde im Kloster Santa Maria delle Grazie in Mailand, während es in Restaurierungsarbeiten unter der Leitung von Luigi Cavenaghi (1844–1918) gesichert wurde. Der Auftrag des Callwey-Verlages an Schüz ging auf den schwäbischen Theologen und Pfarrer David Koch (1869–1920) zurück, der seinerseits durch Otto Hoerths 1907 veröffentlichte Dissertation Das Abendmahl des Leonardo da Vinci zu der Idee einer Rekonstruktion des Gemäldes gekommen sein mag. Koch, der 1905 eine Biografie von Schüz’ Vater Theodor publiziert hatte, begleitete Schüz bei der Besichtigung im Jahr 1908. Auf der Grundlage von Hoerths Schrift recherchierte Schüz ab etwa 1909 sämtliche frühe Wiedergaben des Abendmahls. Bei diesen Nachforschungen unternahm er Reisen zur Royal Academy of Arts nach London, zur Abtei Tongerlo, in den Pariser Louvre, zur Kirche des Hl. Ambrogio in Ponte Capriasca, nach Straßburg und Freiburg im Breisgau. Zwischen 1909 und 1917 fertigte er auf der Grundlage seiner Studien eine auf die Hälfte verkleinerte Rekonstruktion von Leonardos Abendmahl für den Gemeindesaal der evangelischen Auferstehungskirche in Düren in den Maßen 450 × 225 cm in Ölmalerei an. Den Auftrag hatte Schüz von dem Kommerzienrat Heinrich Schoeller (1851–1924) und dessen Ehefrau erhalten. Schoeller war hierzu wiederum von seinem Vetter, dem Architekten Carl Wilhelm Schleicher, angeregt worden. Das gerahmte Gemälde wurde auf der großen Leonardo-Ausstellung, die vom 9. Mai bis 20. Oktober 1939 im Palazzo dell’Arte in Mailand veranstaltet wurde, ausgestellt. Im Zweiten Weltkrieg wurde es beim Luftangriff vom 16. November 1944 auf Düren zerstört.
Abgesehen von seiner Vorliebe für Leonardos Abendmahl entwickelte sich Friedrich Schüz jedoch im Weiteren zu einem Maler von Landschaften und Stadtansichten. Diese bilden die Masse seines Œuvre, in dem er etwa das Leben der Fischer an der italienischen Küste und auf Capri ebenso behandelte wie Ansichten aus der Stadt Rom. Auch Bilder aus Haigerloch und Landschaften der Umgebung malte er. In Italien lebte er für mehrere Jahre zwischen dem Ersten und Zweiten Weltkrieg. Zu Beginn des letzten Weltkriegs zog er von Düsseldorf, wo er zuvor gewohnt und dem Künstlerverein Malkasten angehört hatte, zu seinem Bruder Martin, der seit 1912 evangelischer Pfarrer in Haigerloch war.
Aus Schüz’ Tagebucheinträgen geht hervor, dass er spätestens im Februar 1948 den Entschluss gefasst hatte, seine Abendmahl-Rekonstruktion neu erstehen zu lassen. Hierzu wandte er sich mit der Bitte um gutachterliche Unterstützung an den pensionierten Museumsdirektor und Kunsthistoriker Karl Koetschau und an den Leonardo-Forscher Ludwig Heinrich Heydenreich. Eine vorbereitende Studie schuf er 1949/1950. Abweichend von der Dürener Fassung stellte er Christus diesmal ohne Bart dar. Für die Realisierung der neuen Fassung wurde der Altarraum der bis 1863 errichteten Evangelischen Kirche in Haigerloch ausgewählt. 1952, zum 500. Geburtstag Leonardos, begannen die Ausführungsarbeiten, bei denen dem 78-jährigen Künstler der Grafiker Gerhard Halbritter und der Maler Walter Kröll zur Hand gingen. Die Künstler malten das Werk auf drei Leinwandbahnen, die an die Kirchenwand geklebt wurden. Damit erzeugten sie den Eindruck einer Wandmalerei. Zur Erinnerung an die Zerstörungskraft des Zweiten Weltkriegs und um die Anmutung einer Wandmalerei zu erhöhen, arbeiteten sie Splitter von Granaten in die Grundierung ein. 1953 beendeten sie ihr Werk.
In der Zeit des Nationalsozialismus war Schüz Mitglied des Nationalsozialistischen Volkswohlfahrt und der Reichskammer der bildenden Künste. Da keine weiteren Mitgliedschaften in nationalsozialistischen Organisationen bekannt waren, wurde er bei der Entnazifizierung im Jahr 1950 als „unbelastet“ eingestuft.
1954 wurde ihm das Bundesverdienstkreuz verliehen. Außerdem wurde er zum Ehrenbürger von Haigerloch ernannt. Schüz verstarb im Alter von 80 Jahren in Tübingen, wohin er kurz vor seinem Tod umgezogen war. Seinen Nachlass erhielt das Stadtmuseum Tübingen.

## Schriften
- Zum Thema: Leonardos „Abendmahl“, Zuschrift, in: Münchner kunsttechnische Blätter; 5 (1908/1909), S. 68